# Monaco aux Jeux olympiques
Monaco a participé pour la première fois aux Jeux olympiques d'été en 1920 et aux Jeux olympiques d'hiver en 1984. 
À la date de 2022, aucun athlète monégasque n’a jamais gagné de médaille olympique ; Monaco compte le plus grand nombre de participations aux Jeux olympiques (30) sans avoir remporté de médaille. Bien que Julien Médecin ait gagné une médaille de bronze pour l’architecture aux Jeux olympiques de 1924, les médailles des concours d’art ne sont pas incluses dans le décompte officiel, réservé aux athlètes.
Le Prince Albert II de Monaco a participé aux Jeux olympiques d'hiver de 1988, 1992, 1994, 1998 et 2002 en tant que membre de l'équipe monégasque de bobsleigh.

## Comité national olympique
Le Comité olympique monégasque a été fondé en 1907 et a été reconnu par le CIO en 1953.

## Porte-drapeau

### Liste desporte-drapeauconduisant la délégation monégasque lors des cérémonies d'ouverture desJeux olympiquesd'été et d'hiver
| Jeux             | Porte-drapeau       | Sport             |
| ---------------- | ------------------- | ----------------- |
| Anvers 1920      | Edmond Médécin      | Athlétisme        |
| Paris 1924       | Gaston Médécin      | Athlétisme        |
| Amsterdam 1928   |                     |                   |
| Los Angeles 1932 | N'a pas participé   | N'a pas participé |
| Berlin 1936      |                     |                   |
| Londres 1948     |                     |                   |
| Helsinki 1952    |                     |                   |
| Melbourne 1956   | N'a pas participé   | N'a pas participé |
| Rome 1960        |                     |                   |
| Tokyo 1964       | Joseph Asso         |                   |
| Mexico 1968      |                     |                   |
| Munich 1972      | Jean-Charles Seneca | Escrime           |
| Montreal 1976    | Francis Boisson     | Tir               |
| Moscou 1980      | N'a pas participé   | N'a pas participé |
| Los Angeles 1984 | Jean-Luc Adorno     | Natation          |
| Séoul 1988       | Stéphane Operto     | Cyclisme          |
| Barcelone 1992   | Christophe Verdino  | Natation          |
| Atlanta 1996     | Thierry Vatrican    | Judo              |
| Sydney 2000      | Thierry Vatrican    | Judo              |
| Athènes 2004     | Sébastien Gattuso   | Athlétisme        |
| Pékin 2008       | Mathias Raymond     | Aviron            |
| Londres 2012     | Angelique Trinquier | Natation          |
| Rio 2016         | Brice Etès          | Athlétisme        |
| Tokyo 2020       | Xiaoxin Yang        | Tennis de table   |

| Jeux                | Porte-drapeau        | Sport     |
| ------------------- | -------------------- | --------- |
| Sarajevo 1984       | David Lajoux         | Ski alpin |
| Calgary 1988        | Albert Grimaldi      | Bobsleigh |
| Albertville 1992    | Albert Grimaldi      | Bobsleigh |
| Lillehammer 1994    | Albert Grimaldi      | Bobsleigh |
| Nagano 1998         | Gilbert Bessi        | Bobsleigh |
| Salt Lake City 2002 | Jean-François Calmes | Bobsleigh |
| Turin 2006          | Patrice Servelle     | Bobsleigh |
| Vancouver 2010      | Alexandra Coletti    | Ski alpin |
| Sotchi 2014         | Olivier Jenot        | Ski alpin |
| Pyeongchang 2018    | Rudy Rinaldi         | Bobsleigh |
| Pékin 2022          | Rudy Rinaldi         | Bobsleigh |